# Fundoplicature de Nissen
Une fundoplicature de Nissen, est une procédure chirurgicale pour traiter le reflux gastro-œsophagien (RGO) ou la hernie hiatale. Dans le RGO, cette opération est habituellement effectuée en cas d'échec du traitement médical, mais dans la hernie hiatale, c'est le traitement de première intention. La fundoplicature de Nissen est totale (360°); si elle est partielle, elle porte le nom de Thal (270° antérieure), Belsey (270° antérieure transthoracique), Dor (180-200° antérieure), Lind (300° postérieure) ou de Toupet (270° postérieure). Les indications et résultats sont un peu différents.

## Histoire
Le Dr Nissen (1896-1981) a réalisé cette procédure pour la première fois en 1955 et a publié les résultats de deux études de cas en 1956 dans Swiss Medical Weekly. En 1961, il publie les détails de la procédure. Nissen appelle sa chirurgie la « gastroplication ». La procédure porte finalement son nom depuis qu'elle a gagné en popularité dans les années 1970.

## Technique

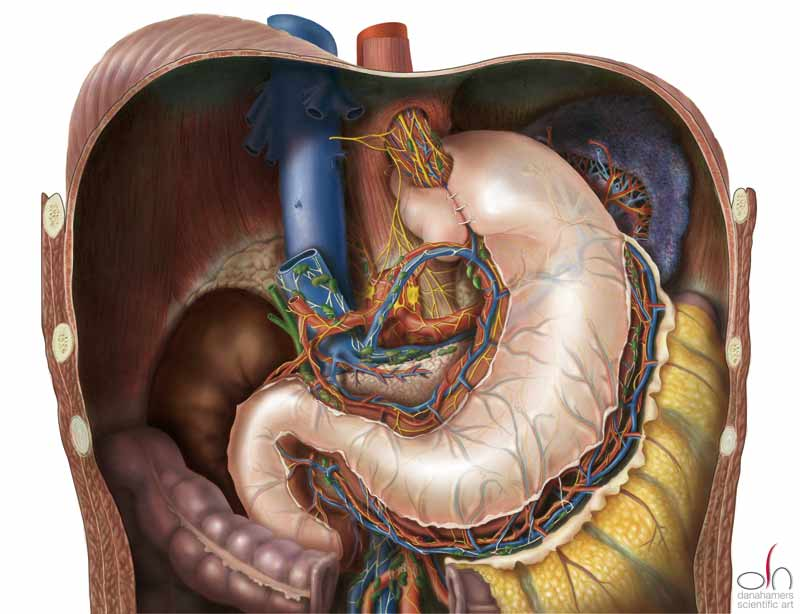
Une fundoplicature complète de Nissen

Dans la fundoplicature, le fundus de l'estomac enveloppe la partie basse de l'œsophage et est suturé ainsi pour renforcer la fermeture du sphincter inférieur de l’œsophage. Le hiatus œsophagien est également réduit par suture pour éviter que le fundus ne glisse à travers le diaphragme vers le thorax.
Dans la fundoplicature de Nissen, le fundus enveloppe l’œsophage à 360 degrés. Au contraire, la chirurgie de l'achalasie consiste généralement à une fundoplicature de Dor ou de Toupet afin de limiter la dysphagie. Dans la fundoplicature de Dor, le fundus est placé devant l’œsophage tandis que dans la fundoplicature de Toupet, le fundus est placé en arrière de l’œsophage.
La procédure est maintenant effectuée de manière habituelle par laparoscopie. Chez les patients souffrant de RGO avec gastroparésie, elle est souvent accompagnée d'une modification du pylore : pyloroplastie ou pylorotomie.

## Mécanisme de soulagement
À chaque fois que l'estomac se contracte, cela ferme l’œsophage ce qui empêche les sucs gastriques d'y remonter. Cela empêche le RGO. Bien que les anti-acides et les IPP peuvent réduire les symptômes du RGO, le traitement chirurgical a l'avantage de supprimer les effets indésirables des médicaments et les dommages causés par les sucs gastriques.

## Complications
La fundoplicature de Nissen est considérée comme une chirurgie sûre et efficace avec un taux de mortalité inférieur à 1 %. La plupart des complications post-opératoire sont minimisées par les procédures utilisées. Les études montrent que 10 ans après l'opération, 89,5 % des patients sont encore asymptomatiques.
Les complications sont un ballonnement, une dysphagie, un syndrome de dumping, une atteinte du nerf vague et rarement une achalasie. La fundoplicature peut également se défaire dans le temps dans 5 à 10 % des cas, entraînant une réapparition des symptômes. Si les symptômes imposent une nouvelle chirurgie, le chirurgien peut utiliser une plaque ou une grille pour renforcer la suture. Un syndrome du côlon irritable est possible dans les 2 semaines post-opératoire.
Dans le ballonnement, la fundoplicature altère la capacité de l'estomac à éliminer par le rot l'air accumulé en avalant. Cela entraîne une accumulation d'air dans l'estomac et l'intestin grêle. Les données suggèrent que le ballonnement peut apparaître à des degrés divers chez 41 % des patients ayant subi une fundoplicature de Nissen ; la proportion étant plus faible chez ceux ayant subi une fundoplicature antérieure. Ce ballonnement dure généralement 2 à 4 semaines mais peut persister. Les gaz incriminés peuvent également provenir de l'alimentation (boissons gazeuses) ou d'une aérophagie. Si le ballonnement post-opératoire persiste malgré des conseils diététiques, une correction (passage d'un fundoplicature de Nissen à une fundoplicature partielle) peut-être nécessaire.
Les vomissements sont parfois impossible ou très douloureux après la fundoplicature. Dans certains cas, le but de l'opération est de limiter des vomissements excessifs. Cependant, lorsque la fundoplicature a pour but de traiter un RGO, la difficulté à vomir peut être un problème. Au début, les vomissements sont impossibles puis des petits volumes peuvent être vomis. Dans des cas extrêmes, tels que l'intoxication alcoolique ou alimentaire, le vomissement est possible mais douloureux.